# Шаллоденбах
Шаллоденбах (нем. Schallodenbach) — община в Германии, в земле Рейнланд-Пфальц.
Входит в состав района Кайзерслаутерн. Подчиняется управлению Оттерберг. Население составляет 910 человек (на 31 декабря 2010 года). Занимает площадь 7,46 км².